# Кадымова, Сара Бабиш кызы
Сара Бабиш кызы Кадымова (азерб. Sara Bəbiş qızı Qədimova; 31 мая 1922, Баку — 12 мая 2005, там же) — азербайджанская певица (лирико-колоратурное сопрано), ханенде. Народная артистка Азербайджанской ССР (1963).

## Биография
Родилась 31 мая 1922 года в городе Баку, столице Азербайджанской ССР. Родители певицы родом из села Гюлаблы современного Агдамского района Азербайджана, там же певица провела свои детство и юность.
С 13 лет участвовала в художественной самодеятельности, выступала с коллективом под руководством тариста Ахмеда Бакиханова, исполняла на концертах народные песни «Гюльоглан», «Бэх-бэх» и другие. В 1938 году поступила в Бакинский медицинский техникум, где также присоединилась к кружку художественной самодеятельности, начала быстро набирать популярность среди слушателей. С 1939 года Сара Кадымова выступала с театральным и музыкальным кружком женского клуба имени Абилова. В 1939 году проходила республиканская олимпиада народного творчества, где сначала удачно исполнила роль невесты в музыкальном представлении «Азербайджанская свадьба» с драмкружком клуба имени Абилова, а потом исполнила мугам «Гатар» и народную песню «Гяльмя, гяльмя»; исполнение Кадымовой высоко оценил Узеир Гаджибеков, по предложению которого она в 1941 году поступила в музыкальное училище имени Асафа Зейналлы (класс Гусейнкули Сарабского). Важную роль в становлении Кадымовой как профессиональной певицы сыграли Г. Сарабский, Сеид Шушинский, Хан Шушинский. 
В 1940-41 годах — солистка Азербайджанской государственной эстрады, с 1941 по 1978 год — солистка Азербайджанской государственной филармонии имени М. Магомаева. В годы Великой Отечественной войны (1941—1945) выступала в составе художественно-концертной бригады под руководством Бюль-Бюля на передовой, особо прославилась, исполняя песню «Шафкат баджысы» («Медсестра»; муз. У. Гаджибекова, сл. С. Вургуна). 
С 1939 года выступала на сцене театра оперы и балета в качестве Лейли в опере У. Гаджибекова «Лейли и Меджнун», в 1957-62 годах — солистка Азербайджанского государственного театра оперы и балета им. М. Ф. Ахундова. Также воплотила на сцене театра роли Асли в опере «Асли и Керем» (У. Гаджибеков), Шахсенем в опере «Ашуг-Гариб» (З. Гаджибеков).
С 1978 года — солистка Азербайджанского государственного гастрольно-концертного объединения.
В репертуаре преобладают мугамы: «Шур», «Шахназ», «Гатар», «Махур-Хинди», «Баяты-Шираз» и другие. Исполнению Кадымовой присущи глубокая эмоциональность и темпераментность, за счет которых быстро снискала популярность среди слушателей; сыграла важную роль в развитии искусства исполнения азербайджанского мугама. В 1959 году на Декаде азербайджанского искусства и литературы в Москве исполнила с Ханом Шушинским «Карабахскую шикесте». Важное место в репертуаре певицы также занимают азербайджанские народные песни («Азербайджан маралы», «Гирдим ярын багчасына» и т. д.), песни композиторов Азербайджана — У. Гаджибекова, Дж. Джангирова, Ш. Ахундовой, песни народов мира, в том числе на персидском, узбекском, турецком языках, песни из Судана, Гвинеи. 
Вела активную гастрольную деятельность, выступала с гастролями в городах и селах Азербайджана и СССР, с 1959 года выступала за рубежом: в Ираке, Иране, Ливане, Судане, Алжире, Гвинее и т. д. Записи певицы хранятся в золотом фонде Азтелерадио, с песнями и мугамами выпущены пластинки фирмы «Мелодия».
Избиралась депутатом Бакинского городского совета.
Скончалась 12 мая 2005 года в городе Баку. Похоронена на I Аллее почётного захоронения. 

## Семья
Сын певицы — Акиф Исламзаде, известный азербайджанский певец. Зять (муж сестры) — Гаджибаба Гусейнов.

## Награды
- Народная артистка Азербайджанской ССР (18.05.1963)
- Заслуженная артистка Азербайджанской ССР (25.09.1954)
- Орден «Знак Почёта» (09.06.1959)
- Орден «Слава» (Азербайджан) (31.05.1997)[3]
- Персональная стипендия Президента Азербайджанской Республики (11.06.2002)[4]